# Eugenia Grandet (film 1947)
Eugenia Grandet è un film del 1947 diretto da Mario Soldati.
È una trasposizione del romanzo omonimo di Honoré de Balzac.

## Trama

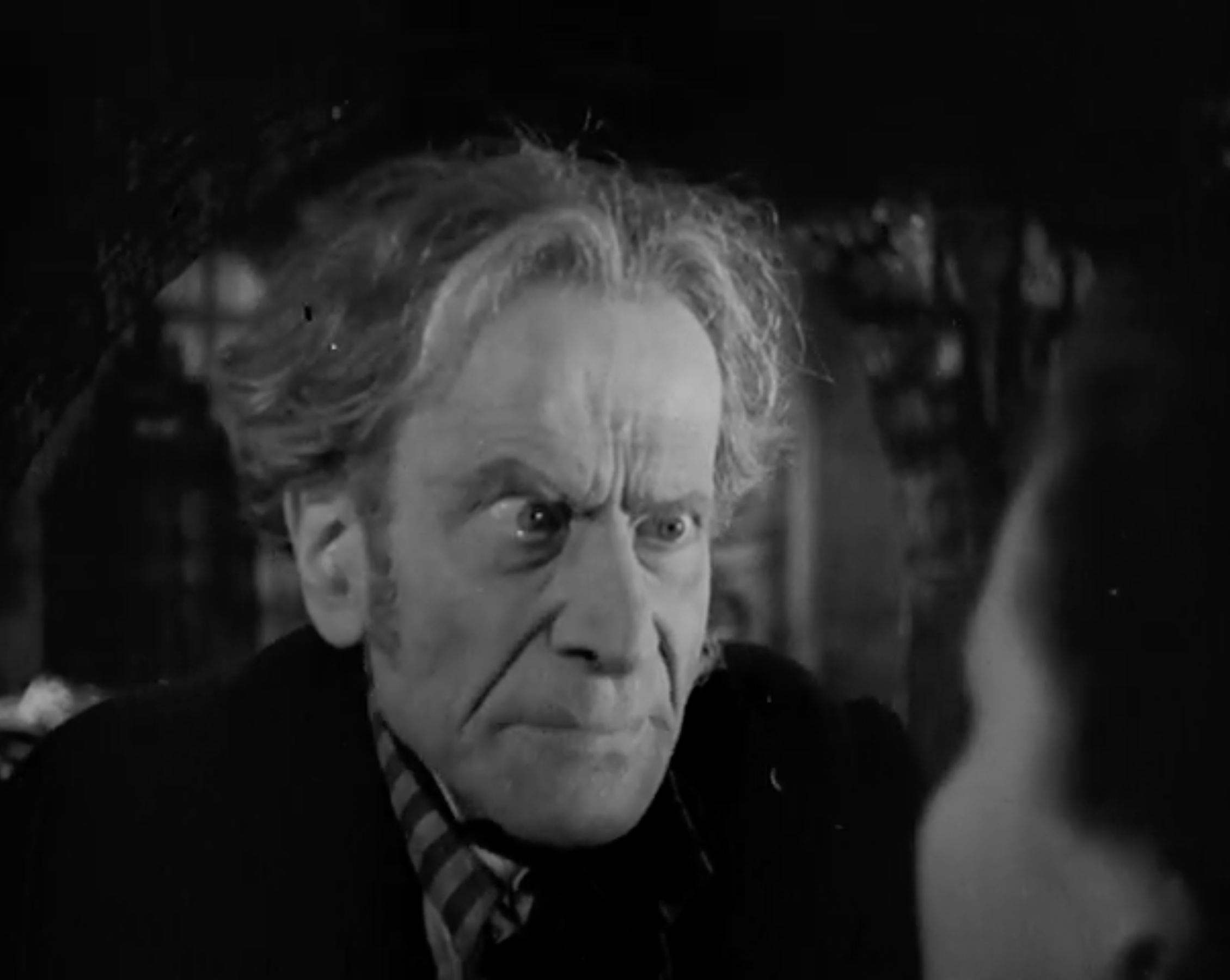
Tumiati nel ruolo di Felix

Francia, 1820. La tormentata vicenda della giovane Eugenia Grandet, il cui ricco padre, Felix, pur essendo in possesso di un notevole patrimonio, è tanto avaro da costringere moglie e figlia a vivere in condizioni appena accettabili. 
Ben due famiglie, i Cruchon ed i De Grassin, si contendono la mano della ragazza, ma qualcosa di inaspettato avviene: come un fulmine a ciel sereno, in casa dei Grandet arriva Charles, figlio del fratello di Felix, recentemente suicidatosi per sopraggiunta rovina economica. Tramite una lettera, il defunto affida al vecchio avaro il giovane figlio, chiedendo di aiutarlo a trovar fortuna nelle Indie.
Mentre Felix cerca in ogni modo di liberarsi del nipote, Charles suscita in Eugenia un inaspettato sentimento, dapprima di semplice affetto, ma che ben presto diverrà qualcosa di più profondo. Charles decide di partire per le indie, aiutato da Eugenia che gli presta i soldi ricevuti ad ogni compleanno dall'avaro genitore.
Passano gli anni e il cugino non dà più notizie di sé, frattanto la madre di Eugenia muore, seguita poco dopo dal padre. Eugenia, rimasta sola, non intende sposarsi e attende con fiducia il ritorno del giovane che ama, che si presenterà dopo sette anni soltanto per restituirle il denaro e per annunciare il suo matrimonio con la figlia della marchesa d'Aubrion, della quale era stato amante. Il fidanzamento rischia di essere annullato perché Charles è figlio di un fallito.
Allora Eugenia, che aveva ereditato tutti i beni paterni, sacrificando l'amore che prova per lui, lo aiuta ancora una volta rilevando i debiti in questione. Così rende possibili le nozze dell'amato cugino con la nobildonna, che il giovane privo di scrupoli sposerà per interesse, senza curarsi dell'amore fedele e disinteressato di Eugenia che rimarrà sola nella casa vuota.

## Produzione
Il film fu girato negli studi di Cinecittà nell'autunno del 1946.
Le musiche sono di Roman Vlad e Renzo Rossellini.
Per l'Italia i manifesti e le locandine del film, furono realizzati dal pittore cartellonista Rinaldo Geleng.

## Distribuzione
Il film uscì nelle sale cinematografiche italiane il 4 gennaio del 1947.

## Riconoscimenti
- Nastro d'argento alla migliore attrice protagonista 1947 (Alida Valli)
- Nastro d'argento alla migliore scenografia 1947 (Gastone Medin e Maurice Colasson)